# Ghiacciaio Kasabova
Il ghiacciaio Kasabova (in inglese Kasabova Glacier) (63°56′20″S 59°54′30″W) è un ghiacciaio lungo 6 km e largo 3,5, situato sulla costa di Davis, nella parte nord-occidentale della Terra di Graham, in Antartide. Scorrendo sui versanti del monte Bris e dei picchi Chubra, Sredorek e Chanute, nella dorsale Korten, il ghiacciaio fluisce verso nord-ovest fino ad entrare nella baia di Lanchester.

## Storia
Il ghiacciaio Kasabova è stato così battezzato dalla Commissione bulgara per i toponimi antartici in onore della pioniera dell'aviazione Rayna Kasabova (1897-1957), che a soli 15 anni si arruolò come volontaria nell'aeronautica militare bulgara per combattere nella prima guerra balcanica e che divenne la prima donna a prendere parte ad un combattimento aereo il 30 ottobre 1912.